# Élections législatives géorgiennes de 2012
Les élections législatives géorgiennes de 2012 se sont déroulées le 1er octobre 2012.
C'est la première élection nationale depuis la sécession de l'Ossétie du Sud et de l'Abkhazie lors de la deuxième guerre d'Ossétie du Sud. Le Mouvement national uni (MNU) du président Mikheil Saakachvili et du Premier ministre Vano Merabichvili est battu par la coalition d'opposition Rêve géorgien menée par Bidzina Ivanichvili.

## Système électoral
Le Parlement compte 150 députés élus pour quatre ans selon un système mixte de type parallèle : 73 députés sont élus dans le cadre de circonscriptions et les 77 autres au scrutin de liste à répartition proportionnelle.

## Situation au moment des élections
Dans le Parlement sortant, élu en 2008, le Mouvement national uni, parti du président Mikheil Saakachvili, occupe 119 sièges sur 150.

## Campagne
Le milliardaire Bidzina Ivanichvili, chef de file de la coalition libérale le Rêve géorgien, pense gagner les élections et « sauver la Géorgie du président Mikheil Saakachvili ». Ce dernier, pendant ses deux mandats, n'a eu cesse de donner des gages d'amitié à l'Occident et d'éloignement à la Russie.
Bidzina Ivanichvili a commencé sa campagne en 2011 et recherche un rapprochement avec Moscou. Il avait auparavant aidé l'État géorgien après la révolution des roses, avec ses fonds privés issus principalement de sa réussite dans le secteur bancaire.
Peu de temps avant l'élection, une affaire défraye la chronique : la publication de vidéos montrant des tortures dans les prisons. Embarrassé, le camp du président Saakachvili, élu et réélu notamment sur le thème de la lutte contre la corruption, répond que les vidéos étaient faites par des complices.

## Résultats
La participation au scrutin est de 61,31 %.

### Scrutin national de liste
Avec 25 % des bulletins dépouillés, Rêve géorgien est largement en tête avec 53,19 % contre 41,51 % pour le MNU, ce qui amène Saakachvili à reconnaître sa défaite dès le 2 octobre.
Finalement, Rêve géorgien obtient 54,97 % des voix (soit 44 des 77 parlementaires) et le MNU 40,34 % des voix (soit 33 parlementaires).

### Scrutin uninominal
La coalition Rêve géorgien obtient 41 des 73 parlementaires et le MNU 32.

## Conséquences
Une cohabitation est alors envisagée. Bidzina Ivanichvili est finalement nommé Premier ministre 17 octobre, en attendant d'être investi par le nouveau Parlement.